# Галузино (Костромская область)
Галузино — деревня в Берёзовском сельском поселении Галичского района Костромской области России.

## История
Согласно Спискам населенных мест Российской империи в 1872 году деревня Голузино относилась к 1 стану Чухломского уезда Костромской губернии. В ней числилось 8 дворов, проживало 20 мужчин и 27 женщин.
Согласно переписи населения 1897 года в деревне проживало 56 человек (21 мужчина и 35 женщин).
Согласно Списку населенных мест Костромской губернии в 1907 году деревня относилась к Муравьищенской волости Чухломского уезда Костромской губернии. По сведениям волостного правления за 1907 год в ней числилось 15 крестьянских дворов и 80 жителей.
До муниципальной реформы 2010 года деревня входила в состав Муравьищенского сельского поселения.

## Население
| 2008 | 2010 | 2012 | 2014 |
| ---- | ---- | ---- | ---- |
| 6    | ↘0   | ↗7   | →7   |

По состоянию на 1 января 2014 года в деревне числилось 2 хозяйства и 7 постоянных жителей.

### Известные уроженцы
- Байков, Анатолий Сергеевич (1950—1983) — советский театральный режиссёр, создатель народного театра «Молодая гвардия».